# 若者自立塾
若者自立塾（わかものじりつじゅく、正式名：若者職業的自立支援推進事業）とは、日本の厚生労働省からの委託を受け、財団法人日本生産性本部が本部となって、2010年3月31日まで実施していたニートの就業支援および支援を行うための助成事業。塾生（参加者）たちは、3-6ヶ月間の合宿を通じて、集団生活を行いながら職場体験やワークショップを行う。生活訓練と職業体験を通して、就職を目指す。

## 概要
若者自立塾の原型はアメリカ合衆国で実施されているジョブコアである。
2003年に内閣府、経済産業省、厚生労働省、文部科学省の1府3省合同で策定された若者自立・挑戦プランを受け、2004年に若者自立塾の計画の概要が発表された。2005年には日本全国から20の事業主体者が選定され、2007年時点では30団体に増加している。各事業者は2005年から5か年計画で事業を推進することになっている。
若者自立塾が対象としているのは、1年以上、仕事や求職活動の実績がなく、学校や職業訓練に通っていない、35歳未満（後に40歳未満に引き上げ）の未婚の者である。
入塾にかかる費用は一部が自己負担となっているが、その額は塾によって異なる（10-40万円）。低所得世帯に関しては、参加費の減免措置がとられている。
自立塾の最終目標は「塾生の就職」であり、卒塾半年後に卒塾者の7割が就労していることが目標とされた。塾生らの社会参加を促すため、およそ3ヶ月間にわたる合宿形式の共同生活の中で、生活訓練と職業体験プログラムが実施され、コミュニケーションスキルや職業的スキルの獲得が企図されている。中には、資格取得が可能なプログラムを準備している塾もある。
公共職業能力開発施設が全世代を対象とした失業対策の側面があるのに対して、若者自立塾は青年世代の非就職者を対象としている点が大きく異なる。
多くの若者自立塾が、通所型ニート支援施設である地域若者サポートステーションとネットワークを構成し、相互補完関係にあった。一部の若者自立塾は、若者サポートステーションと共同で講演会を開催するなど、協力関係にあった。

## 問題点
青年の自立支援事業を実施していた人々の間でニートのいる家庭の駆け込み寺となることが期待されていた。しかし、初年度の入塾者数は466人と、想定の1200名を大幅に割り込んだ。
施策の効果について、2006年3月1日時点における修了者の就業率は約48％となっており、厚生労働省は一定の成果があったとしている（「入塾前は働けなかった人が大半だったことを考えると悪くない数値」）。ただし、施策を実施している特定非営利活動法人は、ある程度の成果はあったとしながらも、期間の延長等の改善を訴えているが、ニート関係の項目で補助金や予算欲しさの税金のタカリである。
そのほか、自己負担額については低所得層を考慮した結果となっているが、それでも母子家庭などでは負担できないとして、参加を断念するケースがあるという。
読売新聞社によるアンケートでは「ニートには人とのつながりを持つ事／社会参加が苦手な者が多い」という結果が得られている（ただし調査協力者がニートの定義を正確に理解していない可能性がある）、そのためこのような施設を設置して参加させる形式よりも、職員がニートのいるところに出向いていく（アウトリーチ）形式のほうが現実的対策であるとする意見も多い（イギリスではこのような制度もある）。
また、委託を受けていないNPO法人などが類似名称を使用してトラブルが発生するなどの問題も起きている。

## 事業仕分け
2009年に行われた事業仕分け (行政刷新会議)において、定員充足率の低さが指摘され、本事業は「廃止すべき」の結論が出された。結果を受けた厚生労働省は、最終的に本事業の終了を決定し、本事業における自立塾生は、2010年3月までに概ね卒塾している。2010年4月までに廃塾となったところもあるが、各組織が独自採算や、都道府県などの地方公共団体から新たに助成を得て同様な事業を継続している箇所もある。また、新たに基金訓練を活用した若年無業者支援が行われることとなり、通所型の「社会的事業者等訓練コース」が新設された。このコースの一部に、合宿型をとる「合宿型若者自立プログラム」があり、若者自立塾と類似した事業が継続されていたが基金訓練終了に先立つ2011年3月(平成23年度)限りで、基金訓練制度による「合宿型若者自立プログラム」は廃止された。

## 備考
若者自立塾は報告義務として、入塾者の入塾の経緯を含め、家族構成、生育歴、学歴、職歴、病歴（発達障害や精神疾患を含む）等の個人情報を日本生産性本部に報告していた。卒塾者に対しても1年間は追跡調査と報告を行っていた。

## テレビ番組
- 日経スペシャル ガイアの夜明け ボクたちが働かない理由（2005年5月3日、テレビ東京）[5]